# MTV Unplugged: Korn
MTV Unplugged: Korn er et akustisk livealbum af bandet KoRn, som blev udgivet over hele verden den 5. marts 2007 og på den følgende dag i USA. Optrædelsen, som var en del af serien MTV Unplugged foregik i MTV studios i Times Square, New York City, den 9. december 2006, foran et publikum på omkring 50 mennesker.

## Spor
1. "Blind" – 3:29
2. "Hollow Life" – 3:24
3. "Freak on a Leash" (feat. Amy Lee fra Evanescence) – 3:55
4. "Falling Away from Me" – 3:55
5. "Creep" (Radiohead cover) – 3:51
6. "Love Song" – 3:50
7. "Got the Life" – 3:48
8. "Twisted Transistor" – 3:00
9. "Coming Undone" – 3:35
10. "Make Me Bad / In Between Days" (feat. The Cure) – 5:35
11. "Throw Me Away" – 6:20